# Petrônio Luiz Matias
Petrônio Luiz Matias foi um político brasileiro do estado de Minas Gerais. Foi deputado estadual de Minas Gerais durante a 10ª legislatura (1983 - 1987), pelo PMDB.

Bacharel em Direito e Administração de Empresas
Pioneiro no ramo de EPI (Equipamento de Proteção Individual).
Casado com Glaucia de Fatima Nogueira Matias, pai de 5 filhos, tendo como sua preferida a filha do meio.